# Fokföldi kanalasréce
A fokföldi kanalasréce (Anas smithii) a madarak osztályának lúdalakúak (Anseriformes) rendjébe és a récefélék (Anatidae) családjába tartozó faj.

## Előfordulása
Angola, Botswana, a Dél-afrikai Köztársaság, a Kongói Demokratikus Köztársaság, Lesotho, Mozambik, Namíbia, Zambia és Zimbabwe területén honos.

## Megjelenése
Testhossza 51-53 centiméter, testtömege 600-700 gramm.

## Életmódja
Puhatestűekkel és rovarokkal táplálkozik.